# West Bend, Iowa
West Bend är en ort i Kossuth County, och Palo Alto County, i Iowa. Vid 2010 års folkräkning hade West Bend 785 invånare.